# Gustaf Lönnbeck
Gustaf Ferdinand Lönnbeck, född 27 maj 1847 i Ekenäs, död 2 maj 1912 i Helsingfors, var en finländsk skolman och pedagogisk skriftställare. Han var bror till Albin Lönnbeck. Hans föräldrar var Henrik Lönnbeck och Aqvilina Eleonora Lindgrén. Han var gift med Ellen Cygnaeus från 1880 till 1916.

## Utbildning och Karriär
Lönnbeck studerade vid Jyväskylä seminarium och blev student vid 
Jyväskylän alkeisopisto(fi)
1871. Han avlade filosofie kandidat-examen 1878 samt blev filosofie licentiat och filosofie doktor 1887. Han arbetade vid Jyväskylän seminaarin poikamallikoulu (svenska: Pojkmodellskolan vid Jyväskylä seminarium) 1871-1872 och som sånglärare vid Svenska reallyceum i Helsingfors 1874-1876.
År 1878 blev han biträde åt Uno Cygnæus, och tjänstgjorde som folkskolinspektör vid överstyrelsen för skolväsendet mellan 1885 och 1888. Han verkade som journalist och var chefredaktör för Helsingfors Dagblad. Mellan 1892 och 1896 var han rektor för Raahen porvari- ja kauppakoulu (svenska:  Brahestads borgar- och handelsskola(fi)) och 1896–1899 förestod han Varsinais-Suomen ruotsalainen kansanopisto (svenska: Egentliga Finlands svenska folkhögskola). År 1899 utnämndes han till överinspektör för folkskolväsendet, en tjänst han innehade till sin död 1912.

## Skrifter
Bland hans skrifter märks arbetet Folkskoleidéns utveckling i Finland från nittonde århundradets början till 1866 (1887). Han skrev även biografin över sin svärfar, Uno Cygnæus, och utgav dennes samlade arbeten. Andra verk inkluderar Om "åskådningen" hos Pestalozzi (1887) och Finlands folkskola och Uno Cygnaeus (1890).